# Andre Dawson
Pour les articles homonymes, voir Dawson.
Andre Nolan Dawson (né le 10 juillet 1954 à Miami, Floride, États-Unis) est un ancien voltigeur des Ligues majeures de baseball qui a fait carrière de 1976 à 1996. Il est membre du Temple de la renommée du baseball.
Surnommé Hawk, Andre Dawson fut pour les Expos de Montréal et les Cubs de Chicago l'un des plus redoutables frappeurs des années 1980. Choisi huit fois pour le match des étoiles et nommé joueur par excellence de la Ligue nationale en 1987, il a frappé 2 774 coups sûrs, dont 438 circuits, et produit 1 591 points. Il est l'un des trois seuls joueurs de l'histoire, avec Barry Bonds et Willie Mays, à totaliser plus de 400 circuits et 300 buts volés.

## Carrière

### Ligues mineures
Repêché en 11e ronde par les Expos de Montréal en 1975, Andre Dawson impressionne cette année-là dans la Ligue des recrues, frappant pour une moyenne au bâton de,330 en 72 parties avec les Expos de Lethbridge.
Dawson amorce la saison 1976 dans le AA avec les Métros de Québec, un club-école des Expos, où il ne fait que passer. Après 40 parties, il a cogné 8 circuits et affiche une moyenne au bâton de,357. On le fait graduer en classe AAA chez les Bears de Denver, où il maintient une moyenne de,350 avec 20 circuits en 74 rencontres.

### Expos de Montréal
Fort de ses succès dans les ligues mineures, Andre Dawson est rappelé par le grand club et fait ses débuts dans les majeures le 11 septembre 1976 dans un match contre les Pirates de Pittsburgh. Il dispute 24 parties en fin de campagne.
À son année recrue à Montréal en 1977, il est élu recrue de l'année dans la Ligue nationale. Il frappe pour,282 avec 19 circuits et 65 points produits.
Jouant principalement au champ centre à ses premières années, il est muté au champ droit à partir de 1984. Il participe au match des étoiles trois années consécutives (1981, 1982 et 1983), remporte six de ses huit Gants dorés en défensive (1980-1985) et obtient ses trois premiers Bâtons d'argent (1980, 1981, 1983). Il aide les Expos à terminer au premier rang de la division Est en 1981 et à atteindre la Série de championnat.
De plus, en 1981 et 1983, il termine chaque fois deuxième au scrutin du joueur par excellence de la Ligue nationale, derrière Mike Schmidt et Dale Murphy respectivement.
Il frappe pour une moyenne supérieure à ,300 trois saisons consécutives (,308, ,302 et,301 entre 1980 et 1982) et pour,299 en 1983. Il établit un nouveau record des Expos avec 113 points produits en 1983.
Dawson a frappé au moins 20 circuits et volé au moins 20 buts dans 7 de ses 10 saisons complètes avec les Expos et est le seul joueur de la franchise avec plus de 200 circuits et 200 buts volés lors de son passage avec le club. Il a établi plusieurs records de franchises, notamment pour les circuits, les points produits et les coups sûrs de plus d'un but, marques qui seront battues dans les années subséquentes par divers joueurs tels Tim Raines, Tim Wallach ou Vladimir Guerrero. Il détient toujours le record de l'histoire de la franchise pour les ballons-sacrifice en carrière (71) et se classe 4e dans l'histoire des Expos pour les matchs joués (1443). L'équipe montréalaise a retiré son numéro 10 lors d'une cérémonie le 6 juillet 1997.
Le 24 septembre 1985, Dawson amasse 8 points produits contre les Cubs de Chicago pour égaler le record des Expos établi par Chris Speier en 1982 ; la marque sera égalée à nouveau en 1990 par Tim Wallach et le record de franchise des Expos-Nationals battu en 2017 par Anthony Rendon (10 points produits).
L'un des joueurs les plus appréciés des partisans montréalais, formant un duo explosif avec son grand ami Tim Raines, Dawson doit se résoudre à quitter Montréal après la saison 1986. Il est fréquemment blessé aux genoux, ce qui a fait chuter de moitié sa production de buts volés à partir de 1984, et ces blessures récurrentes sont aggravées par la surface artificielle sur laquelle il doit évoluer au Stade olympique. Espérant prolonger sa carrière en jouant au moins la moitié de la saison sur du gazon naturel, il accepte une diminution de salaire pour signer avec les Cubs de Chicago le 9 mars 1987.

### Cubs de Chicago

Andre Dawson (debout, à gauche) et Domingo Ramos lors d'un match des Cubs de Chicago le 8 avril 1989 à Wrigley Field.

Andre Dawson fait ses débuts au champ droit en 1987 avec les Cubs. La surface de jeu et les dimensions plus réduites du Wrigley Field l'aident à compiler ses meilleures statistiques en carrière. Il cogne un sommet personnel de 49 coups de circuits (17 de plus qu'à sa meilleure saison en 1983) et produit un total de 137 points, menant les ligues majeures dans ces deux catégories. Malgré une moyenne au bâton de,287, il est cette fois élu joueur par excellence de la Ligue nationale. Il gagne un 7e Gant doré en défensive et mérite son 4e et dernier Bâton d'argent. Il est de nouveau réinvité au match des étoiles, et ce pour la 4e fois, où il remportera le traditionnel concours de coups de circuit. Le 29 avril 1987, il réussit un cycle (ou carrousel) avec un simple, un double, un triple et un circuit dans un seul match.
Malgré la saison exceptionnelle de Dawson, les Cubs éprouvent des difficultés à l'emporter durant toute la saison, et ferment la marche dans la section Est avec 76 victoires et 85 défaites.
Dawson rehausse sa moyenne au bâton au-dessus de,300 à deux reprises à Chicago. Il frappe pour,303 en 1988 et,310 en 1990. Paradoxalement, il connaîtra sa moins bonne année en 1989, saison où les Cubs terminent premiers et atteignent la Série de championnat contre San Francisco. Le voltigeur de droite éprouve des ennuis en séries, ne frappant que pour,105 au cours de la série remportée en cinq matchs par les Giants.
En six saisons à Chicago, la moyenne de puissance d'Andre Dawson s'élève à ,507, la quatrième plus élevée de l'histoire de la franchise.

### Dernières saisons
Dawson a évolué deux saisons avec les Red Sox de Boston (1993-1994) et deux autres avec l'équipe d'expansion des Marlins de la Floride (1995-1996) avant de prendre sa retraite après une carrière de 21 saisons.
Au cours des années suivantes, il a notamment été employé comme assistant au président des Marlins, David Samson, ce qui lui permit d'obtenir une première bague de la Série mondiale lors d'une conquête du titre par la franchise floridienne en 2003.

## Honneurs et exploits
Andre Dawson a terminé sa carrière avec 2774 coups sûrs, dont 503 doubles, 98 triples et 438 circuits. Il totalise 1591 points produits, 1373 points marqués et 314 buts volés en 2627 parties jouées. Sa moyenne au bâton en carrière est de,279.
- Recrue de l'année dans la Ligue nationale en 1977.
- Joueur par excellence de la Ligue nationale en 1987.
- Huit participations au match des étoiles du baseball majeur.
- Gagnant de 8 Gants dorés.
- Gagnant de 4 Bâtons d'argent.
- Est un des 6 joueurs de l'histoire à faire partie du club 300-300 (pour 300 circuits et 300 buts volés), avec Barry Bonds, Willie Mays, Bobby Bonds, Reggie Sanders et Steve Finley.
- Est un des 3 joueurs de l'histoire avec 400 circuits et 300 buts volés, derrière Barry Bonds et Willie Mays.
- A vu son numéro 10 retiré par les Expos de Montréal en 1997.

## Temple de la renommée

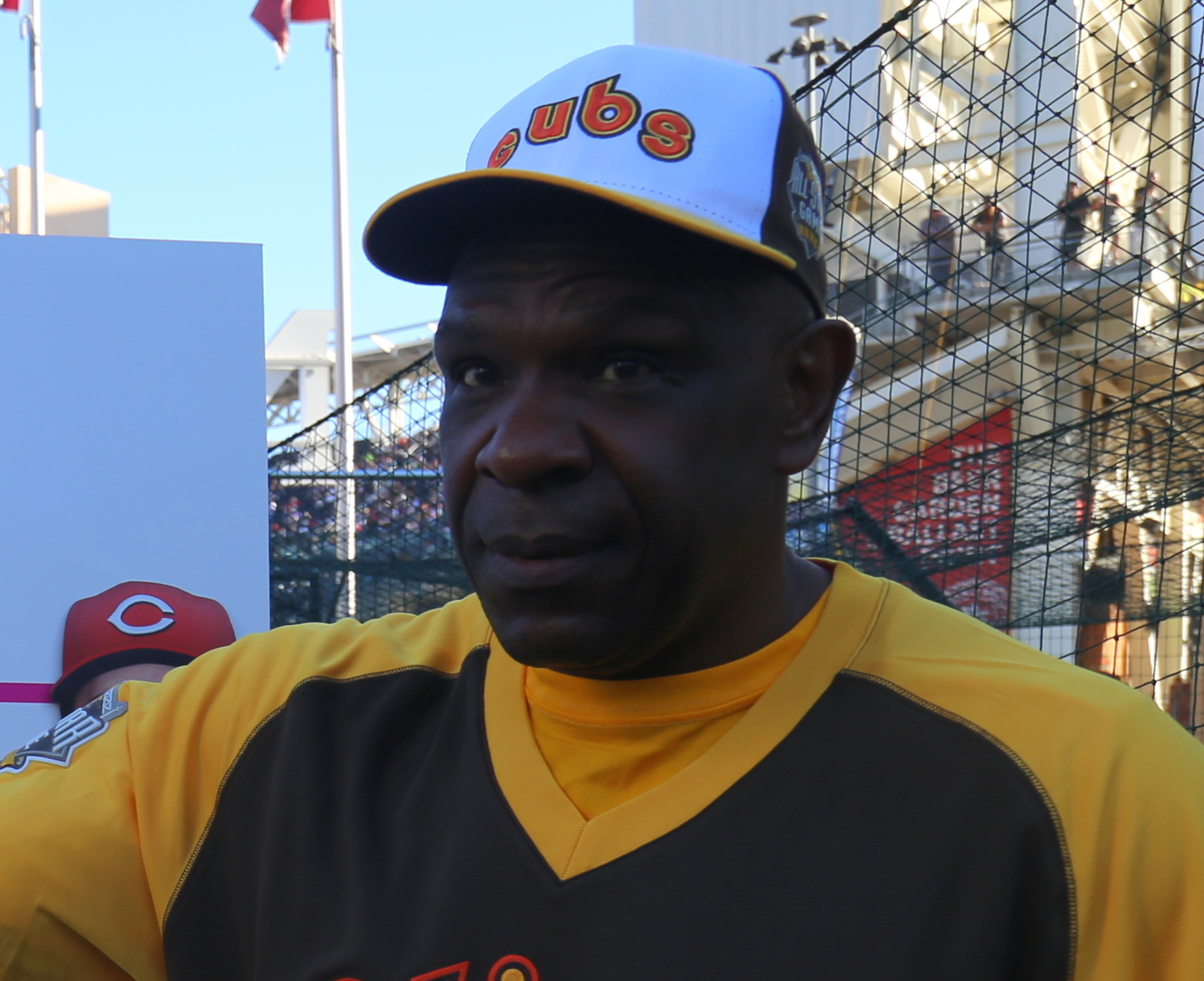
Andre Dawson en juillet 2016.

Andre Dawson est élu au Temple de la renommée du baseball en 2010. À sa 9e tentative d'entrer à Cooperstown, son nom apparaît sur 77,9 % des bulletins de vote distribués aux membres de l'Association des chroniqueurs de baseball d'Amérique, alors que la marque de 75 % est requise pour être élu au Panthéon. Il est intronisé lors d'une cérémonie officielle le 25 juillet 2010. Dawson devient le deuxième joueur, après son ancien coéquipier Gary Carter en 2003, à entrer au Panthéon en tant que membre des Expos de Montréal. Dawson a indiqué qu'il aurait préféré entrer au Temple en portant plutôt la casquette des Cubs de Chicago, mentionnant qu'il y avait connu ses meilleures saisons et qu'il avait ressenti de l'amertume lorsque la direction des Expos l'avait poussé à quitter Montréal, mais la décision finale revenait à la ligue.
Le nom d'Andre Dawson figurait parmi les candidats au Temple de la renommée du baseball depuis 2002. Il avait raté de peu son intronisation, se voyant toujours choisi par un peu moins des 75 % des membres votants.
L'ancien des Expos, des Cubs, des Red Sox et des Marlins avait reçu les faveurs de 52,3 %, 61 %, 56,7 %, 65,9 % et 67 % des membres entre 2002 et 2009,,,,.
Parmi les arguments contre son élection, plusieurs observateurs pointaient une moyenne de présence sur les buts en carrière (,323) relativement faible, ses performances peu notoires en séries éliminatoires pour les Expos de 1981 et les Cubs de 1989, ainsi que ses nombreuses années passées au Wrigley Field de Chicago, considéré favorable pour les frappeurs. En revanche, ses autres statistiques se comparent très avantageusement à celles des anciens joueurs déjà élus.
Lors de sa cérémonie d'intronisation au Panthéon du baseball en 2005, l'ancien joueur de deuxième but des Cubs, Ryne Sandberg, avait plaidé en faveur de son ancien coéquipier Dawson, mentionnant qu'il était le meilleur joueur qu'il ait vu évoluer au cours de sa carrière, et pointant ses exploits de 1987 avec un club de dernière place.